# Hypocreales
Hypocreales is een orde van Sordariomycetes uit de onderklasse Sordariomycetidae.
De perithecia en stromata van schimmels uit deze orde zijn (indien aanwezig) helder gekleurd, zacht, vleesachtig of wasachtig. Er zijn ongeveer 800 soorten.
Soorten in de orde Hypocreales hebben vaak felgekleurde, peritheciale ascomata of sporenproducerende structuren. Ze zijn hebben vaak een gele, oranje of rode kleur.
Tot deze orde behoort onder andere het gewoon meniezwammetje (Nectria cinnabarina), echt moederkoren (Claviceps purpurea) en de endoparasitaire, nematofage schimmel Harposporium anguillulae.

## Taxonomie
De taxonomische indeling van de Hypocreales is als volgt:
Orde: Hypocreales
- Familie: Bionectriaceae
- Familie: Calcarisporiaceae
- Familie: Ceratostomataceae
- Familie: Clavicipitaceae
- Familie: Cordycipitaceae
- Familie: Cocoonihabitaceae
- Familie: Cordycipitaceae
- Familie: Cylindriaceae
- Familie: Flammocladiellaceae
- Familie: Hypocreaceae
- Familie: Nectriaceae
- Familie: Niessliaceae
- Familie: Ophiocordycipitaceae
- Familie: Sarocladiaceae
- Familie: Stachybotryaceae
- Familie: Tilachlidiaceae